# Gibril Sankoh
Gibril Sankoh (Freetown, Sierra Leone, 15 de maig del 1983) és un futbolista neerlandès que actualment juga pel FC Augsburg.
Després de 5 anys al FC Groningen en l'Eredivisie neerlandesa, Sankoh marxà del club el 20 de maig del 2010 i va signar un contracte amb l'FC Augsburg. Els seus primers equips foren el De Kennemers i el Stormvogels Telstar.